# Snoeien

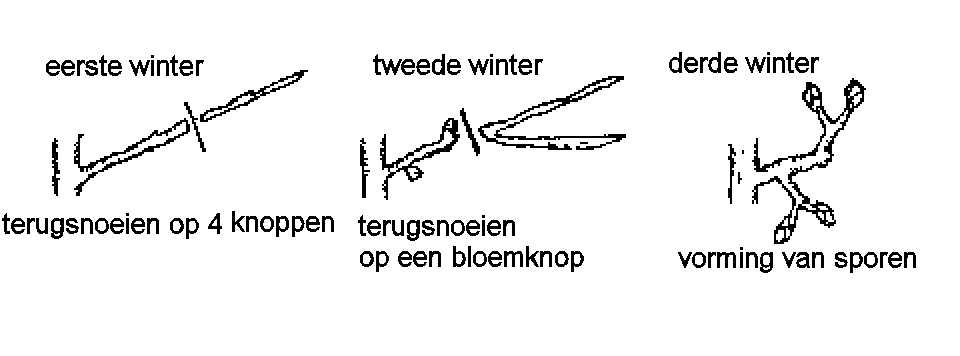
Vorming van sporen bij vruchtbomen

Snoeien is het verwijderen van  delen van planten. Het kan hierbij gaan om kruidachtige delen bij kruidachtige planten, druiven alsook houtige delen bij struiken en bomen. 
Snoeien dient meerdere doelen:
- Het in een gewenste vorm brengen van de plant, de zogenaamde vormsnoei.
- Het optimaliseren ten behoeve van een grotere vruchtenoogst.
- Het verwijderen van dood hout in verband met de veiligheid.
- Het verjongen van de plant, de zogenaamde verjongingssnoei.

## Snoeien vanlaanbomen
Het doel van de begeleidingssnoei, ook wel het opkronen, is een boomstam die tot een zekere hoogte geen takken heeft. Bij de natuurlijke groei hinderen lage takken het verkeer, langs straten wordt gestreefd naar een takvrije stam van ca. acht meter hoog. Gedurende meerdere jaren, tot de boom volgroeid is, wordt herhaaldelijk gesnoeid waarbij per snoeibeurt niet te veel verwijderd wordt om de groei van de boom niet te storen.
Sommige bomen, zoals de berk, de esdoorn en de walnoot hebben in het voorjaar een sterke sapstroom en mogen dan niet gesnoeid worden, omdat ze dan kunnen bloeden. In tegenstelling tot wat vaak beweerd wordt, zullen de bomen niet doodbloeden. Bomen kunnen hierdoor wel een deel van hun reserves verliezen en op de bloedende snoeiwond kunnen bacteriën groeien die het cambium aantasten.

## Snoeien van fruitbomen en -struiken
Er bestaan veel verschillende methoden voor de snoei van fruitbomen. Een belangrijk doel is een goede opbrengst, daarnaast het voorkomen en bestrijden van ziektes, het verlengen van de levensduur van fruitbomen en soms het bereiken van een aantrekkelijke of de plek aangepaste vorm, zoals bij leibomen. 
Bij andere plantengroepen staat gewoonlijk de aantrekkelijk vorm en maximale bloei voorop.
Een voorbeeld van de snoei, afhankelijk van de leeftijd van de boom.
|  |  |  |  |

Om het hoofddoel van de snoei te bereiken gelden een aantal vuistregels en per fruitsoort specifieke regels. Deze regels zijn in methodes in handboeken beschreven en op lange praktijkervaring gebaseerd.
Doorgaans worden loofbomen in de winter gesnoeid bij vorstvrij weer. Dan verliest de plant geen sap. Traditioneel is in de winter ook tijd beschikbaar voor dit werk. Enkele boomsoorten, zoals kersen en pruimen, zijn echter gevoelig voor schimmelinfecties die 's winters meer kans hebben omdat dan de wonden niet snel sluiten. Deze worden in de zomer gesnoeid.
Bij de snoei worden zieke en beschadigde takken verwijderd, zo ook takken die elkaar het licht wegnemen.
Takken die omhoog groeien, dragen door de invloed van hormonen minder of geen vruchten en vertakken minder. Door snoei, of door gewichten, kan de groeirichting en de vruchtzetting veranderd worden. Afhankelijk van de soort dragen alleen takken van een bepaalde leeftijd vruchten of verschijnen bloemen en vruchten alleen aan de spits. De snoei beïnvloedt de productie van groeihormonen, zo leidt over het algemeen het sterk inkorten van een tak tot een versterkt uitgroeien van de overgebleven knoppen. Door het bewust beschadigen van de bast kan het uitlopen van knoppen en de groeisterkte ook beïnvloed worden. Door de wisselwerking van snoei,  groei en vruchtzetting zijn snoeimethodes zijn doorgaans meerjarenplannen.

## Verjongingssnoei
Planten die op oudere takken minder goed bloeien, moeten 'verjongd' worden. Ieder jaar worden dan bijvoorbeeld 25% van alle takken weggesnoeid, uiteraard alleen de oudste. Op deze manier wordt de plant gestimuleerd jonge scheuten te maken waarop weer meer bloemen ontstaan. Een voorbeeld zijn aalbessen, die op takken ouder dan drie jaar nauwelijks nog bloeien, de zwarte bes draagt het best op twee jaar oude takken.